# Estação Scarborough Centre
Scarborough Centre é uma estação do metrô de Toronto, localizada no Scarborough RT. A estação possui um terminal de ônibus integrado, que serve 13 linhas de ônibus do Toronto Transit Commission, mais do que qualquer outra estação do TTC. A estação recebeu seu nome da Scarborough Town Centre, um shopping center da cidade.